# Deep Core
Deep Core är ett futuristiskt plattformsspel utvecklat av Dynafield för Amiga. Det släpptes 1993.